# Shravana indica
Espèce
Synonymes
- Dhanus indicus Murthy & Ananthakrishnan, 1977

Shravana indica est une espèce de pseudoscorpions de la famille des Ideoroncidae.

## Distribution
Cette espèce est endémique du Tamil Nadu en Inde.

## Description
Les mâles mesurent de 2,16 à 2,44 mm et les femelles de 2,34 à 2,99 mm.

## Systématique et taxinomie
Cette espèce a été décrite sous le protonyme Dhanus indicus par Murthy et Ananthakrishnan en 1977. Elle est placée dans le genre Shravana par Harvey en 2016.

## Étymologie
Son nom d'espèce lui a été donné en référence au lieu de sa découverte, l'Inde.

## Publication originale
- Murthy & Ananthakrishnan, 1977 : Indian Chelonethi. Oriental Insects Monograph, vol. 4, p. 1-210.